# أوراكل

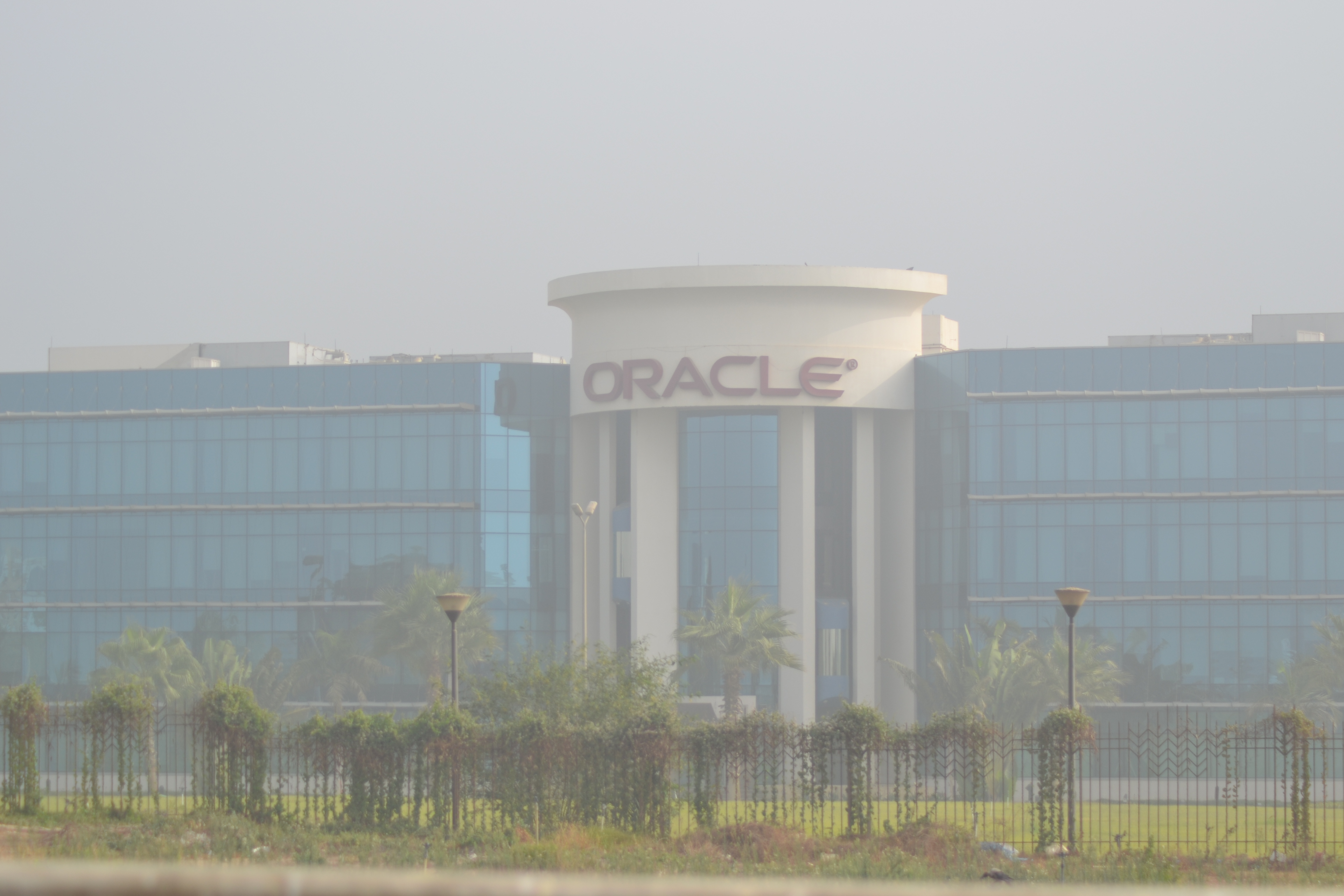
مقر الشركة في مصر.

شركة أوراكل (بالإنجليزية: Oracle Corporation)‏ هي واحدة من أضخم وأهم شركات تقنية المعلومات بشكل عام وقواعد البيانات بشكل خاص. تأسست شركة أوراكل في العام 1977 على يد «لاري اليسون» ولدى الشركة عدد من مراكز الخدمة للعملاء في أكثر من 145 دولة. يعمل لاري اليسون كمدير تنفيذي لشركة أوراكل لعدة سنوات الآن وابتداءً من العام 2003 عمل لاري كرئيس لمجلس إدارة الشركة ذاتها.
أعجب لاري بالورقة التي كتبها «إدجار كود» والتي تناول فيها ايدجار قواعد البيانات وبالتخصيص، وقواعد البيانات ذات الحجم الكبير كقاعدة بيانات نظام التأمين الاجتماعي والتي عادة ما تضمّ العدد الهائل من المعلومات، فقام لاري بإنشاء شركة أوراكل ليتسنّى لهُ تطبيق قاعدة البيانات التي وصفها ايدجار في ورقته البحثية. ولم تكن الشركة التي أسسها لاري آنذاك تعرف باسمها الحالي «اوراكل» ولكن كان اسمها في عام 1977 «مختبرات تطوير البرامج».
أراد لاري أن يجعل قاعدة البيانات «اوراكل» متطابقة مع قاعدة بيانات شركة «آي بي أم» والتي تعرف آنذاك بنظام R لقاعدة البيانات إلا ان شركة «آي بي أم» حالت دون ذلك بجعل الرسائل المتعلقة بالأخطاء الصادرة من قاعدة بيانات النظام R سريّة.
قاعدة البيانات اوراكل هي المنتج الرئيسي لشركة أوراكل وبدمج البرمجية جافا مع قاعدة البيانات اوراكل مكّن قاعدة البيانات من استخدامها لخوادم الويب وتمكين المبرمجين من إضافة برامجهم الخاصة على قاعدة بيانات اوراكل ليتصرفوا بشكل أفضل ويتحكموا بمخرجات البرامج التي يستعملونها على شبكة الويب. وتنتج شركة اوراكل برامج مساندة لقاعدة البيانات كـ «مُصمم اوراكل» و«مُطوّر اوراكل» وتقوم هذه الأدوات البرمجية بالمساعدة على كتابة برامج تتعلق بقاعدة البيانات اوراكل بشكل أفضل واسرع.
يقع المركز الرئيسي لشركة اوراكل في مدينة «ريد وود» من سان فرانسيسكو الواقعة على الساحل الغربي من الولايات المتحدة الأمريكية في ولاية كاليفورنيا. تجدر الإشارة أن كلمة «اوراكل» تقابل كلمة العرّاف أو العرافة باللغة العربية، والمقصود المجازي بلفظ أوراكل هو العرافة التي لها إطّلاع على الأمور الغيبية نتيجة المعرفة، ولديها الحكمة.
كان المقر الرئيسي للشركة سابقًا في ريدوود شورز، كاليفورنيا حتى ديسمبر 2020 عندما نقلت مقرها الرئيسي إلى أوستن، تكساس. تبيع الشركة برامج وتقنيات قواعد البيانات والأنظمة السحابية ومنتجات برامج المؤسسات - لا سيما العلامات التجارية الخاصة بها لأنظمة إدارة قواعد البيانات. في عام 2019، كانت أوراكل ثاني أكبر شركة برمجيات من حيث الإيرادات والقيمة السوقية. تقوم الشركة أيضًا بتطوير وبناء أدوات لتطوير قواعد البيانات وأنظمة برامج الطبقة المتوسطة، وبرامج تخطيط موارد المؤسسات (إي أغ بي)، وبرامج إدارة رأس المال البشري (أتش سي أم)، وبرامج إدارة علاقات العملاء (سي أغ أم)، وبرامج إدارة سلسلة التوريد (أس سي أم).

## تاريخ أوراكل
شارك لاري إليسون في تأسيس شركة أوراكل في عام 1977 مع بوب مينر وإد أوتس تحت اسم «معامل تطوير البرمجيات». استلهم إليسون من الورقة البحثية عام 1970 التي كتبها إدجار كود حول أنظمة إدارة قواعد البيانات العلائقية المسماة «نموذج علائقي للبيانات لبنوك البيانات المشتركة الكبيرة.». أراد إليسون جعل منتج أوراكل متوافقًا مع نظام «أغ» لآي بي إم، لكنه فشل في القيام بذلك حيث احتفظت «آي بي إم» برموز الخطأ الخاصة بنظام «قاعدة بياناتها العلائقية» الخاص بها سراً. غيرت الشركة «معامل تطوير البرمجيات» اسمها إلى «شركة البرمجيات العلائقية»، في عام 1979، ثم مرة أخرى إلى «شركة الأنظمة أوراكل» في عام 1983، لتتماشى بشكل أكبر مع منتجها الرائد قاعدة بيانات أوراكل. في هذه المرحلة، شغل بوب مينر منصب كبير مبرمجي الشركة. في 12 مارس 1986، كان للشركة طرح عام أولي.   
في عام 1995، غيرت «شركة الأنظمة أوراكل» اسمها إلى «أوراكل»  سميت رسميًا أوراكل، ولكن يشار إليها أحيانًا باسم مؤسسة أوراكل، اسم الشركة القابضة. نشأ جزء من النجاح المبكر لشركة أوراكل من استخدام لغة البرمجة سي لتنفيذ منتجاتها. أدى هذا إلى تسهيل النقل إلى أنظمة تشغيل مختلفة يدعم معظمها لغة سي.
في عام 2004، استحوذت أوراكل على شركة التخطيط لموارد المؤسسة بيبولسوفت، ناشرة لحزمة برامج تخطيط موارد المؤسسات التي تحمل الاسم نفسه وأدوات إدارة علاقات العملاء. في عام 2005، استحوذت أوراكل على شركة راتك، ناشر حلول التوزيع والمتاجر الكبرى. في أوائل عام 2006، استحوذت أوراكل على أنظمة سيبل، ناشر أدوات إدارة علاقات العملاء. في عام 2007، استحوذت أوراكل على «حلول هايبريون»، ناشر حلول «ذكاء الأعمال.» في نفس العام في مايو، اشترت أوراكل شركة أجايل، وهي شركة متخصصة في برمجيات الشركات، مقابل 495 مليون دولار. في أوائل عام 2008، استحوذت أوراكل على شركة أنظمة بي إي أيه.
في 27 يناير 2010، أنهت أوراكل شراء صن ميكروسيستمز مقابل 7.4 مليار دولار (استحواذ أثار شكوكًا في المفوضية الأوروبية بموجب لائحة الاتحاد الأوروبي للاندماج (احتكار) قبل التحقق من صحتها).
إن الاستحواذ على شركة صن ميكروسيستمز، وهي شركة تشارك في العديد من المشاريع مفتوحة المصدر (جافا، أوبن أوفيس.أورج، ماي إس كيو إل) لا يفشل في إثارة قلق مجتمع البرمجيات الحرة، الذي يرى في هذا العملاق الصناعي مع الممارسات العدوانية خطرًا عليهم. مشاريع من صن. يتم التعبير عن عدم ثقة المجتمع في أوراكل من خلال إنشاء مشروع تفرع مفتوح المصدر تديره شركة صن ميكروسيستمز إلى حد كبير تاريخيًا:
- تم إنشاء ليبر أوفيس من طرف «ذدكيمنت فوندايشن» لمواصلة العمل المنجز على أوبن أوفيس.أورج؛[46]
- تم إنشاء ماريا دي بي من طرف مؤسس «ماي إس كيو إل»، مايكل ويدينوس؛
- تم إنشاء «سكي إس كيو إل» من طرف موظفين سابقين في «ماي إس كيو إل أي بي».[47]

تم تأكيد بعض المخاوف بسرعة: تم التخلي عن أوبن سولاريس مما أثار استياء المجتمع. لكن ليس فقط مجتمع البرمجيات الحرة هو الذي يشعر بالقلق من هذا الاندماج، فبعض عملاء أوراكل يظهرون أيضًا ترددهم (مثل مؤسسة العلوم الوطنية).
في عام 2010، استحوذت أوراكل على فاز فوروارد مقابل 685 مليون دولار.
في نوفمبر 2010، أعلنت أوراكل عن استحواذها على «مجموعة تكنولوجيا الفن - أرت تكنولوجي غروب»، وهي شركة تقدم برامج التجارة الإلكترونية، بمبلغ 1 مليار دولار أمريكي.
في تشرين الثاني (نوفمبر) 2013، اشترت أوراكل شركة بيتزر موبايل،" وهي ناشر أمريكي يقدم تطبيق دعم الهاتف المحمول متعدد المنصات. في ديسمبر 2013، استحوذت أوراكل على شركة رسبونسي،" وهي شركة برمجيات متخصصة في حوسبة سحابية، مقابل 1.5 مليار دولار.
احتلت أوراكل المرتبة 82 في قائمة فورتشين 500 لعام 2018 لأكبر الشركات الأمريكية من حيث إجمالي الإيرادات. وفقًا لـبلومبيرغ إل بي، تبلغ نسبة رواتب الرئيس التنفيذي لشركة أوراكل إلى الموظفين 1,205: 1. بلغت تعويضات الرئيس التنفيذي في عام 2017 مبلغ 108295.023 دولارًا. أوراكل هي واحدة من أرباب العمل المعتمدين لدى جمعية المحاسبين القانونيين المعتمدين (مؤسسة مؤهلة للتبرعات) وكان متوسط معدل تعويض الموظفين 89887 دولارًا.
في فبراير 2014، استحوذت أوراكل على بلوكاي، وهي شركة لإدارة قواعد البيانات الضخمة، بمبلغ غير معروف. في مايو 2014، استحوذت أوراكل على شركة غرين- بايتس، المتخصصة في إزالة البيانات المكررة. في يونيو 2014، استحوذت أوراكل على شركة ميكروس سيستمز المتخصصة في أجهزة تسجيل النقد الإلكترونية، مقابل 5.3 مليار دولار وأعيدت تسميته «طعام - المشروبات وفندقة أوراكل» (اثنان من وحدات الأعمال العالمية لشركة أوراكل).في أبريل 2016، أعلنت أوراكل عن استحواذها على شركة تكستيرا المتخصصة في الحوسبة السحابية مقابل 663 مليون دولار. في يوليو 2016، أعلنت أوراكل عن استحواذها على نتسويت، وهي شركة أمريكية متخصصة أيضا في السحابة، مقابل 9.3 مليار دولار. في نوفمبر 2016، بعد هجوم داين الإلكتروني، استحوذت أوراكل على داين مقابل مبلغ لم يكشف عنه. في ديسمبر 2017، أعلنت أوراكل عن استحواذها على إيكونيكس، وهي شركة أسترالية متخصصة في البرمجيات السحابية، لا سيما لقطاعات البناء، مقابل 1.2 مليار دولار.
شركة أوراكل الفرنسية التابعة هي ثاني شركة في هذا القطاع بعد داسو سيستمس وقبل شركة موراكس. وهي موجودة منذ فبراير 1986 ومقرها الرئيسي في كولومب.

## منتجات
تقوم أوراكل بتصميم وتصنيع وبيع منتجات البرامج والأجهزة، بالإضافة إلى تقديم الخدمات المكملة لها (مثل التمويل والتدريب والاستشارات وخدمات الاستضافة). تمت إضافة العديد من المنتجات إلى مجموعة أوراكل من خلال عمليات الاستحواذ.
البرمجيات كخدمات (البرمجيات كخدمة - حوسبة سحابية)
- تخطيط موارد المؤسسات
- إدارة رأس المال البشري
- إدارة علاقات العملاء
- أوراكل - توصيل الضيافة

برنامج قواعد البيانات
- خادم «ماي إس كيو إل»
- منضدة «ماي إس كيو إل»
- قاعدة بيانات أوراكل
- مطور أوراكل إس كيو إل

برنامج البريد الإلكتروني
- أوراكل -مجموعة الاتصالات الموحدة للاتصالات

برنامج المحاكاة الافتراضية
- أوراكل في أم
- برنامج أوراكل فيرشوال بوكس

حلول جافا
- منصات جافا
  - جافا إي- منصة جافا (النسخة التجارية)
  - جافا مي- جافا بلاتفورم ميكرو إديشين
  - جافا SE - منصة جافا (النسخة القياسية)
  - جافاFX

بيئات تطوير متكاملة
- جيه ديفيلوبر
- نت بينز
- أوراكل تطبيق اكسبرس

خوادم التطبيقات
- خادم أوراكل السمكة الزجاجية
- خادم الويب أوراكل إي بلانت
- خادم أوراكلويب لوجيك

مركز المساعدة
- أنظمة سيبل

## الأحداث

### الاستحواذ على شركة صن مايكروسيستمز
في 27 يناير 2010، أعلنت شركة أوراكل أنها أكملت استحواذها على «صن ميكروسيستمز» - التي تقدر قيمتها بأكثر من 7 مليارات دولار - وهي خطوة حولت شركة أوراكل من شركة برمجيات فقط إلى شركة مصنعة لكل من البرامج والأجهزة. تم تأجيل عملية الاستحواذ لعدة أشهر من قبل المفوضية الأوروبية بسبب مخاوف بشأن ماي إس كيو إل، ولكن تمت الموافقة عليها دون قيد أو شرط في النهاية. كان هذا الاستحواذ مهمًا للبعض في مجتمع المصادر المفتوحة وأيضًا لبعض الشركات الأخرى، حيث كانوا يخشون أن تنهي شركة أوراكل دعم صن التقليدي لمشاريع مفتوحة المصدر. منذ الاستحواذ، أوقفت شركة أوراكل «أوبن سولاريس» وستار أوفيس. ورفعت دعوى قضائية ضد جوجل بسبب براءات اختراع جافا المكتسبة حديثًا من صن. في سبتمبر 2011، تم تسريب برقيات سفارة وزارة الخارجية الأمريكية إلى موقع ويكيليكس. كشفت إحدى البرقيات أن الولايات المتحدة ضغطت على الاتحاد الأوروبي. للسماح لشركة أوراكل بالاستحواذ على صن.

### دعوى وزارة العدل
في 29 يوليو 2010، رفعت وزارة العدل الأمريكية دعوى ضد شركة أوراكل بدعوى الاحتيال. وتقول الدعوى إن الحكومة تلقت صفقات أدنى من تلك التي قدمتها شركة أوراكل لعملائها التجاريين. أضافت وزارة العدل ثقلها إلى دعوى قضائية قائمة للمبلغين عن المخالفات رفعها بول فراسيلا، الذي كان في السابق مديرًا أول لخدمات العقود في شركة أوراكل. تمت تسوية الدعوى في مايو 2012.

### دعوى ضد جوجل

#### خلفية
اشترت شركة أوراكل، المدعي، لغة برمجة كمبيوتر جافا عندما استحوذت على «صن ميكروسيستمز» في يناير 2010. يشتمل برنامج جافا على مجموعات من رموز البرامج المطورة مسبقًا (إعتمادًا على برمجة كائنية التوجه) من أجل إنجاز المهام المشتركة باستمرار بين البرامج والتطبيقات. يتم تنظيم الكود المطور مسبقًا في «حزم» منفصلة تحتوي كل منها على مجموعة من «الفئات». تحتوي كل فئة على العديد من الطرق، والتي ترشد برنامجًا أو تطبيقًا للقيام بمهمة معينة. مطورو البرمجيات «اعتادوا استخدام تعيينات جافا على مستوى الحزمة والفئة والطريقة».
حاول أوراكل وجوجل (المدعى عليه) التفاوض على اتفاقية لشركة أوراكل لترخيص جافا لجوجل، الأمر الذي كان سيسمح لجوجل باستخدام جافا في تطوير برامج للأجهزة المحمولة باستخدام نظام التشغيل أندرويد. ومع ذلك، لم تتوصل الشركتان إلى اتفاق. بعد فشل المفاوضات، أنشأت جوجل منصة البرمجة الخاصة بها، والتي كانت قائمة على جافا، واحتوت على مزيج من 37 حزمة جافا منسوخة وحزمًا جديدة طورتها جوجل.

#### محاولة أولى
في عام 2010، رفعت شركة أوراكل دعوى قضائية ضد جوجل لانتهاك حقوق النشرلاستخدام حزم جافا البالغ عددها 37. تم التعامل مع القضية في محكمة المقاطعة الأمريكية للمنطقة الشمالية من  كاليفورنيا وتم تعيينها للقاضي ويليام إتش ألسوب (الذي تعلم كيفية برمجة أجهزة الكمبيوتر). في الدعوى القضائية، طلبت شركة أوراكل بين 1.4 مليار دولار و6.1 مليار دولار. في يونيو 2011، اضطر القاضي إلى إجبار جوجل من خلال أمر قضائي على الإعلان عن تفاصيل مطالبة شركة أوراكل بالتعويض عن الأضرار.
بحلول نهاية المحاكمة الأولى أمام هيئة المحلفين (سينتقل النزاع القانوني في النهاية إلى محاكمة أخرى)، ركزت الحجج التي قدمها محامو شركة أوراكل على وظيفة جافا تسمى «فحص النطاق».
"تركزت الحجة على وظيفة تسمى«فحص النطاق». من بين جميع أسطر التعليمات البرمجية التي اختبرتها شركة أوراكل - 15 مليونًا في المجموع - كانت هذه هي الوحيدة التي تم نسخها" حرفياً «. كل ضغطة مفتاح، نسخة مكررة تمامًا.» - ذا فيرج، 10/19/17
على الرغم من اعتراف جوجل بنسخ الحزم، وجد القاضي ويليام إتش ألسوب أنه لم يتم تغطية أي من حزم جافا تحت حماية حقوق النشر، وبالتالي لم تنتهك جوجل.

#### الاستئناف الأول
بعد انتهاء القضية، استأنفت شركة أوراكل أمام محكمة الاستئناف الأمريكية للدائرة الفيدرالية (750 F.3d 1339 (2014)). في 9 مايو 2014، ألغت محكمة الاستئناف جزئيًا قرار القاضي ويليام إتش ألسوب، ووجدت أن واجهة برمجة التطبيقات جافا محمية بحقوق الطبع والنشر. «واجهة برمجة التطبيقات» وهي تحدد كيفية تواصل برامج الكمبيوتر أو التطبيقات المختلفة مع بعضها البعض. ومع ذلك، تركت محكمة الاستئناف الباب مفتوحًا أمام احتمال أن يكون لدى جوجل دفاع «الاستخدام العادل».

#### عريضة المحكمة العليا
في 6 أكتوبر 2014، قدمت جوجل التماسًا لاستئناف المحكمة العليا الأمريكية، لكن المحكمة العليا رفضت الالتماس.

#### المحاكمة الثانية
ثم أعيدت القضية إلى المحكمة الجزئية الأمريكية لمحاكمة أخرى حول دفاع الاستخدام العادل لشركة جوجل. سعت أوراكل للحصول على تعويضات بقيمة 9 مليارات دولار. في مايو 2016، وجدت هيئة المحلفين التجريبية أن استخدام جوجل لواجهات برمجة تطبيقات جافا يعتبر استخدامًا عادلًا.

#### الاستئناف الثاني
في فبراير 2017، قدمت شركة أوراكل استئنافًا آخر إلى محكمة الاستئناف الأمريكية للدائرة الفيدرالية. هذه المرة كانت تطلب محاكمة جديدة لأن محكمة المقاطعة «قوضت قضية أوراكل مرارًا وتكرارًا»، والتي جادلت أوراكل أنها دفعت هيئة المحلفين إلى اتخاذ قرار خاطئ. وفقًا لـ«زادنات»، «على سبيل المثال، تقول [ شركة أوراكل] إن المحكمة اشترت خطأً مطالبة جوجل بأن أندرويد كان مقصورًا على الهواتف الذكية بينما كانت جافا مخصصة لأجهزة الكمبيوتر، بينما تؤكد شركة أوراكل أن جافا وأندرويد يتنافسان كمنصات للتلفزيونات الذكية والسيارات والأجهزة القابلة للارتداء».

### وقف أوبن سولاريس
في 13 أغسطس 2010، استشهدت مذكرة أوراكل الداخلية التي تم تسريبها إلى الإنترنت بخطط إنهاء مشروع ومجتمع نظام تشغيل «أوبن سولاريس». مع تخطيط شركة أوراكل لتطوير «سولاريس» فقط بطريقة مغلقة المصدر، انتقل مطورو «أوبن سولاريس» إلى مشروع إليموس وأوبن إنديانا.

### وقف أوبن أس أس أو
عندما أكملت شركة أوراكل استحواذها على «صن ميكروسيستمز» في فبراير 2010، أعلنت أن «أوبن أس أس أو» لن يكون منتجها الاستراتيجي. بعد فترة وجيزة، تم تقسيم «أوبن أس أس أو» إلى «أوبن أي أم». وسيستمر تطويره ودعمه من قبل «فرج روك».

### مارك هيرد كرئيس
في 6 سبتمبر 2010، أعلنت شركة أوراكل أن مارك هيرد، الرئيس التنفيذي السابق لشركة هوليت-باكارد، سيحل محل تشارلز فيليبس، الذي استقال من منصب الرئيس المشارك لشركة أوراكل. في بيان رسمي أدلى به لاري إليسون، أعرب فيليبس سابقًا عن رغبته في الانتقال من الشركة. طلب إليسون من فيليبس الاستمرار في دمج شركة «صن ميكروسيستمز». في بيان منفصل بشأن الانتقال، قال إليسون: «لقد قام مارك بعمل رائع في»أتش بي «وأتوقع أن يقوم بعمل أفضل في شركة أوراكل. لا يوجد مسؤول تنفيذي في عالم تكنولوجيا المعلومات مع خبرة أكثر من مارك.»
في 7 سبتمبر 2010، أعلنت «أتش بي» عن دعوى مدنية ضد مارك هيرد «لحماية الأسرار التجارية لشركة أتش بي»، ردًا على تعيين شركة أوراكل هيرد. في 20 سبتمبر، نشرت أوراكل و«إتش بي» بيانًا صحفيًا مشتركًا أعلنتا فيه عن حل الدعوى القضائية بشروط سرية وتأكيد الالتزام بالشراكة الإستراتيجية طويلة المدى بين الشركتين.

### مشكلة «أوبن أوفيس.أورج»
شكل عدد من مطوري «أوبن أوفيس.أورج» المنظمة غير الربحية «ذا دكيمن فندايشن» وتلقوا دعمًا من جوجل ونوفل وريد هات وكانونيكال المحدودة، بالإضافة إلى البعض الآخر، لكن لم يتمكنوا من جعل شركة أوراكل تتبرع بالعلامة التجارية «أوبن أوفيس.أورج»، مما تسبب في حدوث انقسام في تطوير «أوبن أوفيس.أورج» مع المنظمة وتعزيز ليبر أوفيس. لم تبدِ أوراكل أي اهتمام برعاية المشروع الجديد وطلبت من مطوري «أوبن أوفيس.أورج» الذين بدأوا المشروع الاستقالة من الشركة بسبب «تضارب المصالح». في 1 نوفمبر 2010، قدم 33 من مطوري «أوبن أوفيس.أورج» خطابات استقالاتهم. في 1 يونيو 2011، تبرعت شركة أوراكل بـ «أوبن أوفيس.أورج» لمؤسسة برمجيات أباتشي.

### دعوى قضائية تتعلق بشركة «أتش بي» وشركة أوراكل
في 15 يونيو 2011، رفعت شركة هوليت-باكارد (أتش بي) دعوى قضائية في محكمة كاليفورنيا العليا في سانتا كلارا، مدعية أن شركة أوراكل قد انتهكت اتفاقية لدعم معالج إيتانيوم الدقيق المستخدم في خوادم «أتش بي» للمؤسسات المتطورة. وصفت شركة أوراكل الدعوى القضائية بأنها «إساءة استخدام للعملية القضائية» وقالت إنها لو علمت أن ليو أبوثيكرمن ساب إس إي كان على وشك أن يتم تعيينه كرئيس تنفيذي جديد لـ «أتش بي»، أي دعم لخوادم إيتانيوم من «أتش بي» لم يكن متضمنًا.
في 1 أغسطس 2012، قال قاض في كاليفورنيا في حكم مؤقت بأن شركة أوراكل يجب أن تستمر في نقل برامجها بدون تكلفة حتى توقف «أتش بي» مبيعاتها من الخوادم المستندة إلى إيتانيوم. حصلت «أتش بي» على تعويض بقيمة 3 مليارات دولار من شركة أوراكل في 2016. جادلت «أتش بي» بأن إلغاء دعم شركة أوراكل قد أضر بعلامة «أتش بي» إيتانيوم لخادم «أتش بي». أعلنت شركة أوراكل أنها ستستأنف كل من القرار والتعويضات.

### الممارسات الأجنبية الفاسدة
في 31 أغسطس 2011، ذكرت صحيفة وول ستريت جورنال أن مكتب التحقيقات الفيدرالي قام بفتح تحقيق مع شركة أوراكل حول دفع رشاوى لمسؤولين حكوميين من أجل كسب أعمال في إفريقيا، وهذا ما يتعارض مع قانون منع الممارسات الأجنبية الفاسدة.

### حظر مزايدة الأعمال «جي أس أي»
في 20 أبريل 2012، حظرت إدارة الخدمات العامة الأمريكية (جي أس أي) شركة أوراكل من البوابة الإلكترونية الأكثر شهرة لتقديم عطاءات على عقود «جي أس أي» لأسباب غير معلنة. استخدمت أوراكل هذه البوابة سابقًا مقابل عائدات تصل إلى أربعمائة مليون دولار سنويًا. قامت شركة أوراكل سابقًا بتسوية دعوى قضائية تم رفعها بموجب قانون الادعاءات الكاذبة، والتي اتهمت الشركة بمبالغة الحكومة الأمريكية بين عامي 1998 و2006. في عام 2011، أجبرت شركة أوراكل على دفع 199.5 مليون دولار لإدارة الخدمات العامة.

### عمليات تيك توك الأمريكية
في 13 سبتمبر 2020، أفادت بلومبيرج نيوز أن شركة أوراكل فازت في حرب مزايدة مع شركات أخرى مقرها الولايات المتحدة لتولي عمليات شركة التواصل الاجتماعي تيك توك في الولايات المتحدة بعد ضغوط لإغلاقها بالقوة من قبل إدارة ترامب. تم وصف شركة أوراكل على أنها «شريك تقني موثوق به» من قبل تيك توك، مما يشير إلى أن الصفقة قد لا تكون منظمة مثل البيع المباشر. في 19 سبتمبر 2020، وافقت إدارة ترامب على بيع عمليات تيك توك في الولايات المتحدة لشركة أوراكل «[تأخير] - لمدة أسبوع - القيود التي كانت سارية المفعول في الأصل» في 20 سبتمبر كما أشارت وزارة التجارة الأمريكية. في 10 فبراير 2021، ذكرت صحيفة وول ستريت جورنال نقلاً عن مصدر مطلع على الأمر أن إدارة بايدن ستعلق بيع تيك توك إلى أجل غير مسمى، حيث بدأت الإدارة مراجعة شاملة لتهديدات الأمن القومي من شركات التكنولوجيا الصينية ككل.

## التسويق

### ممارسات البيع
في عام 1990، قامت شركة أوراكل بتسريح 10٪ (حوالي 400 شخص) من قوتها العاملة بسبب أخطاء محاسبية. نشأت هذه الأزمة بسبب إستراتيجية التسويق «المسبقة» لشركة أوراكل، حيث حث موظفو المبيعات العملاء المحتملين على شراء أكبر كمية ممكنة من البرامج دفعة واحدة. ثم قام موظفو المبيعات بحجز قيمة مبيعات التراخيص المستقبلية في الربع الحالي، وبالتالي زادوا مكافآتهم. أصبحت هذه مشكلة عندما فشلت المبيعات المستقبلية لاحقًا في التحقق. اضطرت شركة أوراكل في النهاية إلى إعادة تحديد أرباحها مرتين، كما قامت بتسوية دعاوى قضائية جماعية (خارج المحكمة) ناشئة عن المبالغة في تقدير أرباحها. صرح إليسون في عام 1992 أن شركة أوراكل ارتكبت «خطأ تجاريًا لا يُصدق».

### المنافسة
في عام 1994، تفوقت شركة أنفورميكس على سايبيز وأصبحت أهم منافس لـ أوراكل. تصدرت الحرب الشديدة بين الرئيس التنفيذي لشركة أنفورميكس، فيل وايت ولاري إليسون، الصفحات الأولى للأخبار في وادي السيليكون لمدة ثلاث سنوات. ادعت شركة أنفورميكس أن أوراكل قد استأجرت مهندسين من شركة أنفورميكس للكشف عن أسرار تجارية مهمة حول منتج قادم. أسقطت شركة أنفورميكس أخيرًا دعواها القضائية ضد أوراكل في عام 1997. في نوفمبر 2005، نُشر كتاب يتناول بالتفصيل الحرب بين أوراكل وشركة أنفورميكس، بعنوان «القصة الحقيقية لبرنامج شركة أنفورميكس وفيل وايت». أعطت التسلسل الزمني المفصل لمعركة شركة أنفورميكس ضد أوراكل، وكيف دخل الرئيس التنفيذي لشركة أنفورميكس، فيل وايت، للسجن بسبب هوسه بتجاوز لاري إليسون.
بمجرد أن تغلبت شركة أوراكل على شركة أنفورميكس وشركة سايبيز، تمتعت بسنوات من الهيمنة في سوق قواعد البيانات حتى أصبح استخدام ميكروسوفت «إس كيو إل سيرفر» واسع الانتشار في أواخر التسعينيات. واستحوذت شركة «آي بي إم» على شركة أنفورميكس في عام 2001 (لاستكمال قاعدة بيانات «آي بي إم دي بي 2» الخاصة بها). تتنافس أوراكل اليوم على تراخيص قواعد بيانات جديدة على أنظمة تشغيل يونيكس
لينكس وميكروسوفت ويندوز بشكل أساسي ضد «آي بي إم دي بي 2» وميكروسوفت «إس كيو إل سيرفر» من شركة «آي بي إم». لا يزال «آي بي إم دي بي 2» من شركة «آي بي إم» يهيمن على سوق قاعدة بيانات حاسب مركزي.
في عام 2004، نمت مبيعات أوراكل بمعدل 14.5٪ لتصل إلى 6.2 مليار دولار، مما منحها 41.3٪ والحصة الأولى من سوق قواعد البيانات العلائقية (نفورماسين ويك - مارس 2005)، مع حصة سوقية تصل إلى 44.6٪ في 2005 حسب بعض المصادر. ظَلَّ المنافسون الرئيسيون لشركة أوراكل في ساحة قاعدة البيانات «آي بي إم دي بي 2» و«ميكروسوفت إس كيو إل سيرفر»، وإلى حد أقل سايبيز و«تيراداتا»،  مع قواعد بيانات مفتوحة المصدر مثل «بوستجري إس كيو إل» و«ماي إس كيو إل» أيضًا يمتلكون حصة كبيرة من السوق. بينما حققت «أنتروبرايز دي بي»، منتجة «بوستجري إس كيو إل»، تقدمًا مؤخرًا .
في سوق برمجيات ذكاء الأعمال، نجحت العديد من شركات البرمجيات الأخرى - الصغيرة والكبيرة - في منافسة الجودة مع منتجات أوراكل وشركة «ساب إس إي». يمكن تصنيف بائعي تطبيقات «ذكاء الأعمال» إلى «الشركات الأربع الكبرى الموحدة». دخلت أوراكل سوق«ذكاء الأعمال» من خلال استحواذها على هذه الشركات: «حلول هايبريون»، ومؤسسة لوجيستيات المعلوماتية «ميكروستراتجي»، «أكتويت»، و«معهد ساس».
في عام 2004، بدأت أوراكل في زيادة اهتمامها بسوق تطبيقات المؤسسات. في عام 1989، أصدرت أوراكل «أوراكل المالية».تم تصنيف هذا المنتج ضمن أفضل 20 مخطط معلومات محاسبي الأكثر شهرة من قبل كبتيرا في عام 2014، متفوقة على شركة «ساب إس إي» وعدد من منافسيها الآخرين.

### أوراكل وساب إس إي
منذ عام 1988، كان لشركة أوراكل وشركة شركة «ساب إس إي» الألمانية تاريخ طويل من التعاون، بدءًا من دمج مجموعة تطبيقات المؤسسات «أغ / 3» من شركة «ساب إس إي» مع منتجات قاعدة البيانات العلائقية من أوراكل. على الرغم من شراكة شركة «ساب إس إي» مع مايكروسوفت، والتكامل المتزايد لتطبيقات شركة «ساب إس إي» مع منتجات مايكروسوفت (مثل ميكروسوفت "إس كيو إل سيرفر"، أحد منافسي قاعدة البيانات أوراكل)، واصلا أوراكل وشركة «ساب إس إي» تعاونهما. وفقًا لشراكة شركة أوراكل، يستخدم غالبية عملاء شركة «ساب إس إي» قواعد بيانات أوراكل.
بدأت سلسلة من عمليات الاستحواذ من طرف شركة أوراكل، وعلى الأخص مع «شركة بيبولسفت» و«أنظمة سيبل» و«شركة حلول هايبريون». أدركت شركة «ساب إس إي» أن أوراكل قد بدأت تصبح منافسًا في الأسواق التي كانت فيها شركة «ساب إس إي» هي القائدة ، ورأت فرصة لجذب العملاء من تلك الشركات التي استحوذت عليها شركة أوراكل. قدمت شركة «ساب إس إي» لهؤلاء العملاء خصومات خاصة على تراخيص تطبيقات المؤسسة الخاصة بها.
تلجأ شركة أوراكل إلى إستراتيجية مماثلة، من خلال تقديم المشورة لعملاء شركة «ساب إس إي» للحصول على:«إيقاف ساب إس إي» (تلاعب بكلمات الاختصار لمنصة البرامج الوسيطة "اندماج أوراكل لـ شركة «ساب إس إي»")، وأيضًا من خلال تقديم خصومات خاصة على التراخيص والخدمات لعملاء شركة «ساب إس إي» الذين اختاروا منتجات شركة أوراكل.
تتنافس أوراكل وشركة «ساب إس إي» (الأخيرة من خلال شركتها الفرعية المستحوذ عليها مؤخرًا «توموروناو- غدا الآن») في سوق دعم وصيانة برامج المؤسسات الخارجية. في 22 مارس 2007، رفعت شركة أوراكل دعوى قضائية ضد شركة شركة «ساب إس إي» بسبب سوء التصرف والمنافسة غير العادلة في محاكم كاليفورنيا. في شركة أوراكل v. زعمت شركة «ساب إس إي» أوراكل أن شركة «توموروناو»، التي توفر دعمًا مخفضًا لخطوط منتجات أوراكل القديمة، استخدمت حسابات عملاء أوراكل السابقين لتنزيل التصحيحات ووثائق الدعم بشكل منهجي من موقع أوراكل على الويب ولتناسبها لاستخدام شركة «ساب إس إي». اقترح بعض المحللين أن الدعوى يمكن أن تشكل جزءًا من إستراتيجية من قبل شركة أوراكل لتقليل المنافسة مع شركة «ساب إس إي» في السوق لصيانة ودعم برامج المؤسسات الخارجية.
في 3 يوليو 2007، اعترفت شركة «ساب إس إي» بأن موظفي شركة «توموروناو» قاموا «بتنزيلات غير مناسبة» من موقع دعم أوراكل. ومع ذلك، تدعي أن موظفي شركة «ساب إس إي» وعملاء شركة «ساب إس إي» ليس لديهم حق الوصول إلى الملكية الفكرية لشركة أوراكل عبر شركة «توموروناو». صرح هينينج كيغرمان، الرئيس التنفيذي لشركة شركة «ساب إس إي»، أنه «حتى التنزيل غير الملائم واحد غير مقبول من وجهة نظري. نحن نأسف بشدة لحدوث هذا». بالإضافة إلى ذلك، أعلنت شركة «ساب إس إي» أنها «أدخلت تغييرات» في الإشراف التشغيلي لـ شركة «توموروناو».
خسرت شركة «ساب إس إي» القضية في عام 2010 وحُكم عليها بدفع 1.3 مليار دولار أمريكي، حيث في 23 نوفمبر 2010، وجدت هيئة محلفين في محكمة مقاطعة أمريكية في أوكلاند، كاليفورنيا أن شركة «ساب إس إي» يجب أن تدفع لشركة أوراكل 1.3 مليار دولار مقابل انتهاك حقوق الطبع والنشر، وهو ما تم الاستشهاد به باعتباره أكبر حكم انتهاك لحقوق النشر في التاريخ. بينما اعترفت شركة «ساب إس إي» بالمسؤولية، قدرت الأضرار بما لا يزيد عن 40 مليون دولار، بينما زعمت أوراكل أنها لا تقل عن 1.65 مليار دولار. المبلغ الممنوح هو واحد من 10 أو 20 حكمًا من أكبر أحكام هيئة المحلفين في التاريخ القانوني للولايات المتحدة. قالت شركة «ساب إس إي» إنهم أصيبوا بخيبة أمل من الحكم وقد يستأنفون.
في 1 سبتمبر 2011، ألغى قاض فيدرالي الحكم وعرض مبلغًا مخفضًا أو محاكمة جديدة، واصفًا جائزة أوراكل الأصلية بأنها «مبالغ فيها». اختارت أوراكل محاكمة جديدة. تم إلغاء الحكم في عام 2011. وفي 3 أغسطس 2012، وافقت شركة «ساب إس إي» وأوراكل على حكم بتعويض قدره 306 مليون دولار، بانتظار موافقة قاضي محكمة المقاطعة الأمريكية، «لتوفير الوقت ونفقات [محاكمة] جديدة». بعد الموافقة على الاتفاق، يمكن لشركة أوراكل أن تطلب من محكمة الاستئناف الفيدرالية إعادة الحكم السابق لهيئة المحلفين. بالإضافة إلى دفع التعويضات، دفعت شركة «ساب إس إي» بالفعل لشركة أوراكل 120 مليون دولار مقابل أتعابها القانونية.

## الشخصيات
لاري إليسون: الرئيس التنفيذي ورئيس قسم التكنولوجيا (منذ سبتمبر 2014)، المؤسس المشارك للشركة، والرئيس التنفيذي السابق (1977-2014) ، ورئيس مجلس الإدارة السابق (1990-2004). يمتلك 36٪ من الشركة.
صفرا كاتس: الرئيس التنفيذي (منذ سبتمبر 2014)، الرئيس المشارك سابقًا (منذ 2004) والمدير المالي. في عام 2016، احتلت المرتبة العاشرة في قائمة مجلة فورتشن لأكثر النساء تأثيرا في العالم.
جيف هينلي: نائب الرئيس (منذ سبتمبر 2014)، رئيس مجلس الإدارة (2004-2014). شغل سابقًا منصب المدير المالي لشركة أوراكل (1991-2004).
مارك هيرد: الرئيس التنفيذي السابق (2014-2019) ، الرئيس المشارك سابقًا (منذ 2010). في عام 2007، احتل المرتبة رقم 16 في قائمة فورتشن لأقوى 25 شخصًا في مجال الأعمال. توفي عام 2019.
تشارلز فيليبس: الرئيس المشارك والمدير السابق (2003-2010)، وحل محله مارك هيرد.
بوب مينر: المؤسس المشارك للشركة والمهندس المشارك في قاعدة بيانات أوراكل. قاد تصميم المنتج وتطويره (1977-1992). انبثق عن مجموعة تكنولوجية داخل شركة أوراكل في عام 1992. عضو مجلس إدارة شركة أوراكل حتى عام 1993. وتوفي في عام 1994.
إد أوتس: أحد مؤسسي الشركة. تقاعد من شركة أوراكل عام 1996.
أومانج جوبتا: نائب الرئيس السابق والمدير العام (1981-1984). كتب أول خطة عمل للشركة.
بروس سكوت: أول موظف تم تعيينه (بعد المؤسسين، الموظف رقم 4) في شركة أوراكل (ثم مختبرات تطوير البرمجيات). عمل سكوت كمؤلف مشارك ومهندس مشارك لقاعدة بيانات أوراكل حتى الإصدار 3. ترك أوراكل في عام 1982.

## المكاتب

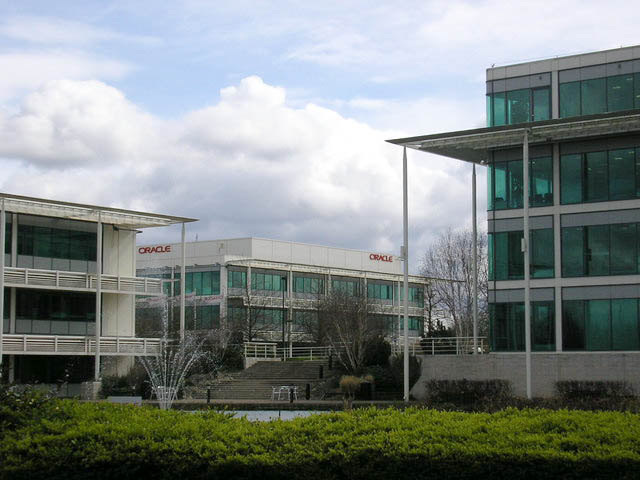
Oracle

يقع المقر الرئيسي لشركة أوراكل في أوستن، تكساس. لدى شركة أوراكل مجمع مكاتب كبير يقع في شبه جزيرة سان فرانسيسكو في منطقة ريدوود شورز في مدينة ريدوود، بجوار بلمونت وبالقرب من مطار سان كارلوس (رمز مطار: أس كيو أل).
تمتلك شركة أوراكل مجمع مكاتب كبير يقع في الموقع السابق لـ«عالم البحار / أفريقيا - الولايات المتحدة الأمريكية»، والتي انتقلت من ريدوود شورز إلى فاليجو في عام 1986. استأجرت شركة أوراكل في الأصل مبنيين على الموقع، ونقلت أقسامها المالية والإدارية من المقر الرئيسي السابق للشركة إلى ديفيس درايف، بلمونت، كاليفورنيا. في النهاية، اشترت شركة أوراكل المجمع وشيدت أربعة مبانٍ رئيسية أخرى.
كانت مباني شركة أوراكل «بارك واي» المميزة، الملقبة بـ «مدينة الزمرد» ، بمثابة مجموعات للمقر المستقبلي للشركة الخيالية «نورثام روبوتيكس» في فيلم «رجل الذكرى المئوية الثانية» بطولة روبن ويليامز(1999). مثّل الحرم الجامعي لأوراكل المقر الرئيسي لشركة «أنظمة سايبردين» في فيلم ترمنايتور جنيسس (2015).

## هياكل الشركة
تعمل شركة أوراكل في أسواق متعددة وقد استحوذت على العديد من الشركات التي كانت تعمل سابقًا بشكل مستقل. في بعض الحالات، قدمت هذه نقاط البداية لوحدات الأعمال العالمية التي تستهدف أسواقًا رأسية معينة. تشمل وحدات الأعمال الخاصة بشركة أوراكل:
- مجال الاتصالات
- البناء والهندسة
- الخدمات المالية
- طعام ومشروبات
- علوم صحية
- فندقة
- بيع بالتجزئة
- خدمات

## الرعايات

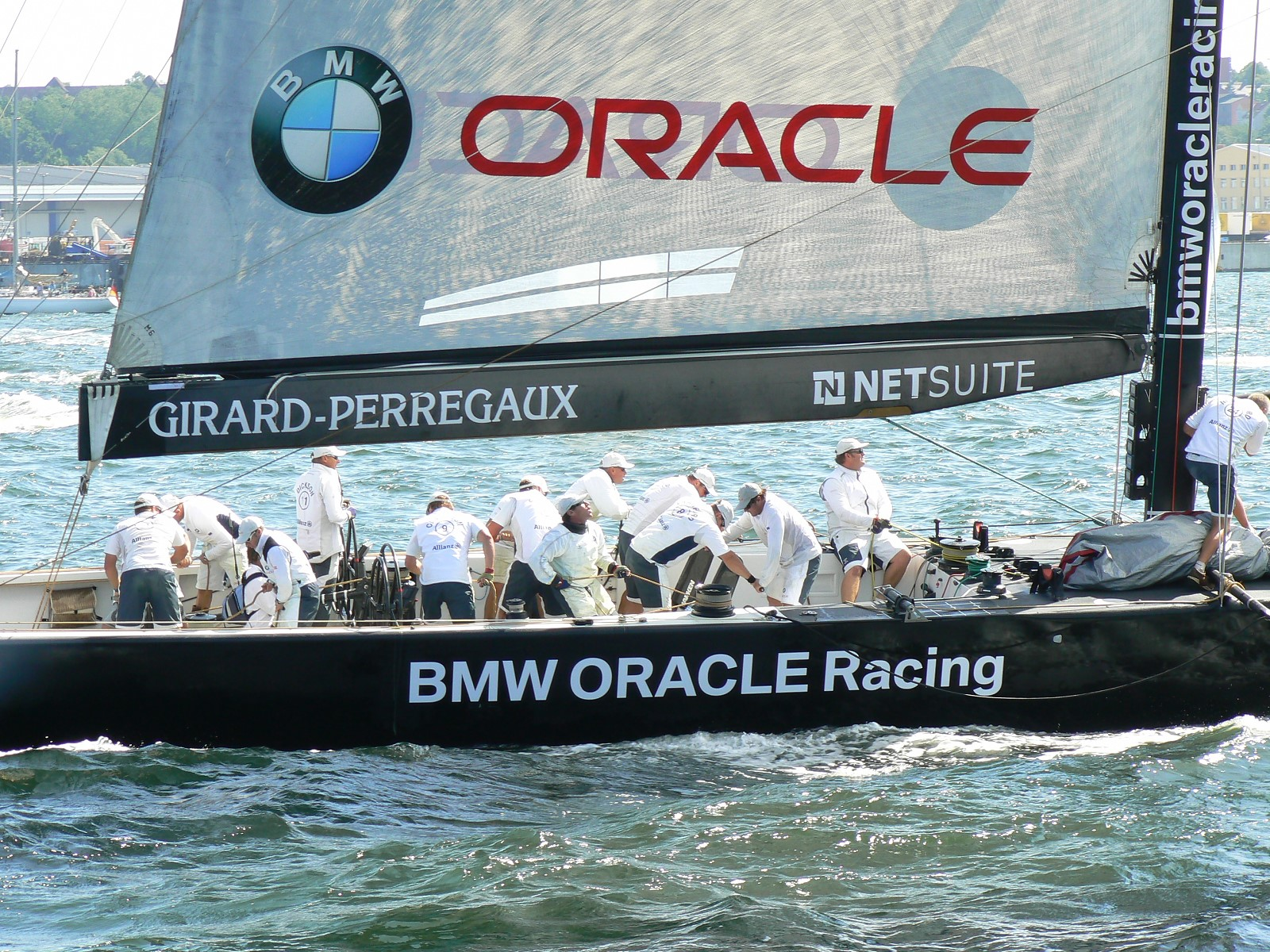
مثال عن أحد الرعايات لشركة أوراكل لفريق لاري إليسون الشراعي

في 20 أكتوبر 2006، أعلن فريق كرة السلة غولدن ستايت ووريورز وشركة أوراكل عن اتفاقية مدتها 10 سنوات ستُعرف بموجبها صالة «أوكلاند أرينا» باسم «أوراكل أرينا». انتهى الاتفاق بعد موسم 2018-2019 في الدوري الاميركي للمحترفين عندما انتقل ووريورز إلى مركز تشيس في سان فرانسيسكو.
يتنافس فريق لاري إليسون الشراعي كفريق أوراكل للولايات المتحدة الأمريكية". فاز الفريق بكأس أمريكا مرتين: في عام 2010 (باسم "بي إم دبليو - أوراكل" للسباق) وفي عام 2013 ، على الرغم من معاقبتهم بتهمة الغش.
كما تقوم شركة أوراكل برعاية طائرة شون د. تاكر ثنائية السطح "تشالنجرII -
تحدي الثاني" وتؤدي بشكل متكرر عروضًا جوية في جميع أنحاء الولايات المتحدة.
في 9 يناير 2019، ذكرت «إي إس بي إن» أن فريق سان فرانسيسكو جاينتس دخل في اتفاقية مدتها 20 عامًا لإعادة تسمية ملعبهم «متنزه أوراكل».

## الشعارات
«المعلومات مدفوعة» 
بالنسبة إلى قاعدة بيانات أوراكل: «لا يمكن كسرها، لا يمكن اقتحامها»  و«غير قابلة للكسر» 
«تمكين البث المباشر للمعلومات»
«تمكين البث المباشر للمعلومات من خلال الحوسبة الشبكية»
اعتبارًا من 2008: «شركة المعلومات»
اعتبارًا من 2010: «البرامج. الأجهزة. مكتمل.»
اعتبارًا من أواخر عام 2010: «الأجهزة والبرمجيات، مصممة للعمل معًا»
اعتبارًا من منتصف عام 2015: «تطبيقات السحابة المتكاملة وخدمات النظام الأساسي»

## الوسائط
تنتج شركة أوراكل وتوزع سلسلة مقاطع الفيديو «أوراكل كلير فيو» كجزء من مزيجها التسويقي.

## وصلات خارجية
- الموقع الرسمي